# 老山自行车馆
39°54′46.78″N 116°12′26.65″E / 39.9129944°N 116.2074028°E

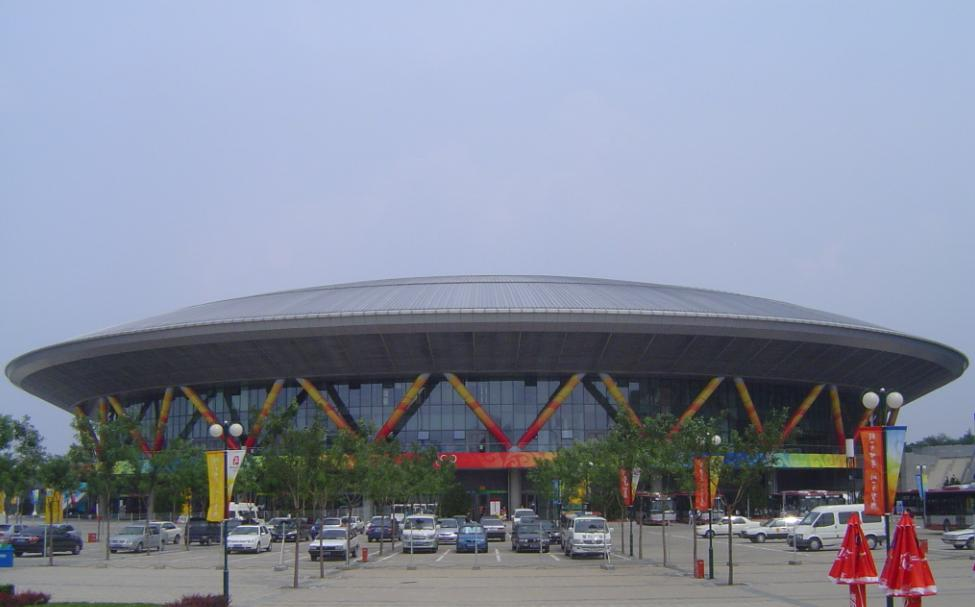
老山自行车馆

老山自行車館是2008年夏季奧林匹克運動會比賽場館之一，是北京奧運中第四個新建的比賽場館，總建築面積為32920平方米，賽道周長250米，觀衆席合共9000個。
老山自行车馆共3层，大厅包括二层和三层。二层主要是赛道区和内场休息区，三层东西两侧为观众看台。
此處於奧運期間進行自行車賽事中的12個室內賽小項，其後的殘疾奧運會中，自行車館再次用作比賽之用。
工程設計工作由廣東省建築設計研究院與中國航太建築設計研究院共同完成的自行車館位於北京的石景山區，在2005年10月30日動工，是北京奧運中第四個新建的比賽場館，總建築面積為32920平方米，賽道周長250米，觀衆席合共9000個。
當中自行車館的賽道是由德國舒曼設計師事務所設計，由中國新興建設開發總公司負責施工部份。

## 其他活动
该场馆也曾举办2009-2010场地自行车世界杯北京站，该赛事共设9个男子项目和8个女子项目。共有35支国家/地区代表队及15支职业队的282名运动员参赛。